# Mongolische Botschaft in Berlin

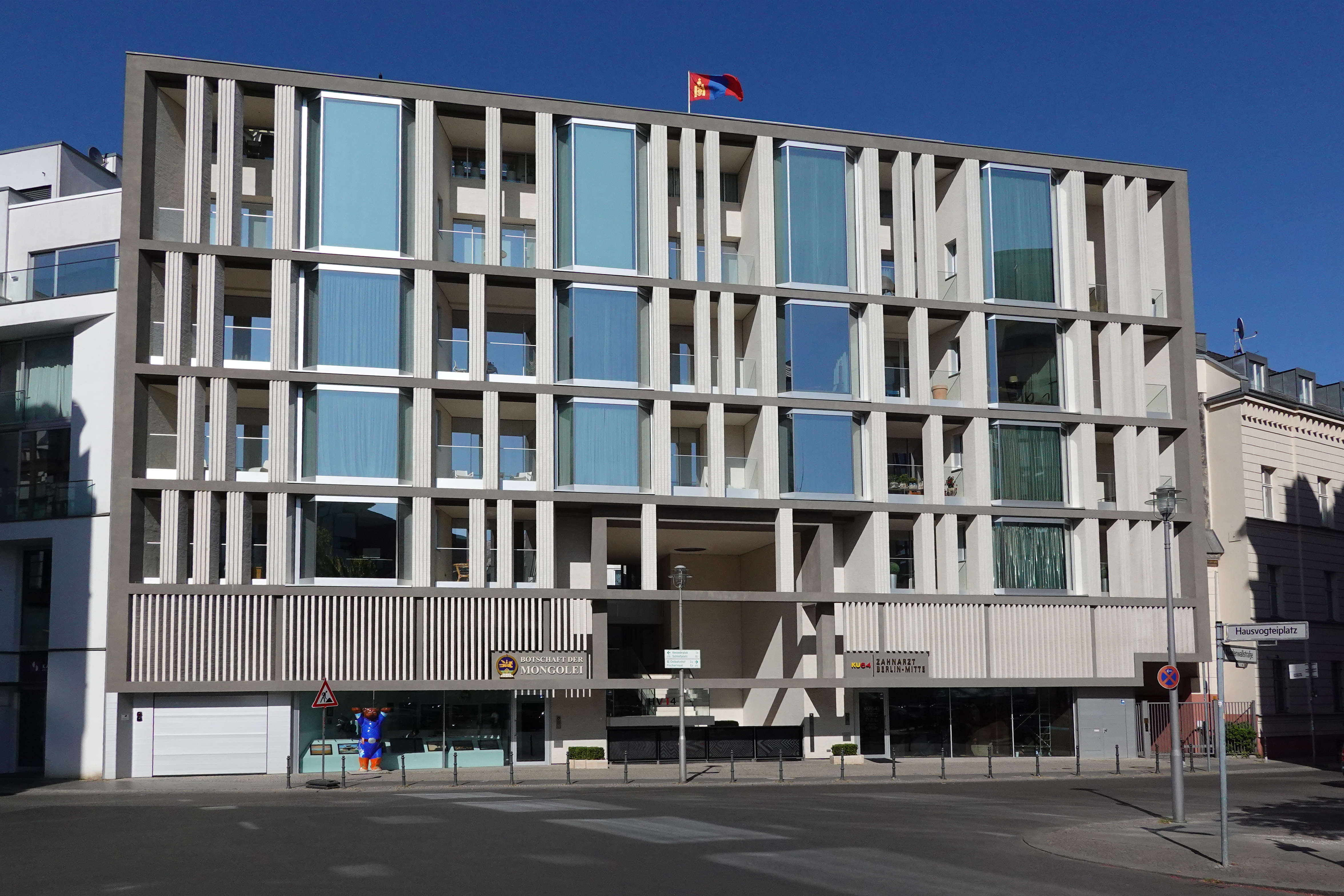
Gebäude am Hausvogteiplatz 14 mit der Flagge der Mongolei

Die mongolische Botschaft in Berlin (offiziell Botschaft der Mongolei, mongolisch Монгол Улсын Элчин Сайдын Яам) ist die diplomatische Vertretung der Mongolei in Deutschland. Sie befindet sich  am Hausvogteiplatz 14 im Ortsteil Mitte des gleichnamigen Bezirks.
Botschafter ist seit dem 6. Dezember 2021 Mandakhbileg Birvaa.
Die Mongolei unterhält ein Honorargeneralkonsulat in München sowie Honorarkonsulate in Bremen, Dresden, Hamburg und Stuttgart.

## Geschichte
Zwischen der DDR und der Mongolei bestanden seit dem 13. Oktober 1950 diplomatische Beziehungen. Sie endeten mit der deutschen Wiedervereinigung im Jahr 1990. Die mongolische Botschaft hatte 1961–1969 ihren Sitz in der Gundelfinger Straße 38 in Berlin-Karlshorst, von 1970 bis 1990 in der Fritz-Schmenkel-Straße 81 (seit 1992 wieder Rheinsteinstraße), ebenfalls in Berlin-Karlshorst.
Am 31. Januar 1974 nahm auch die Bundesrepublik Deutschland diplomatische Beziehungen zur Mongolei auf. Bis 1990 war der mongolische Botschafter in Warschau für die Bundesrepublik Deutschland zweitakkreditiert. Fast zeitgleich zur deutschen Wiedervereinigung wurde am 1. Oktober 1990 die mongolische Botschaft in der Straße Siebengebirgsblick 4/6 in Troisdorf bei Bonn eröffnet. Aufgrund des Umzugs von Bundestag und Regierung nach Berlin verlegte auch sie im Jahr 2000 ihren Sitz in die neue deutsche Hauptstadt, zunächst in die Gotlandstaße 12 im Ortsteil Prenzlauer Berg, dann ab Mai 2003 in die Dietzgenstraße 31 im Ortsteil Niederschönhausen. Heute (Stand: 2023) befindet sie sich am Hausvogteiplatz 14 im Bezirk Mitte.

## Botschafter
- 2009, 11. November: Davaadorj Baldorj[7]
- 2014, 25. April: Tsolmon Bolor[8]
- 2017, 20. Dezember: Bontoi Damba Gambat[9]
- 2021, 6. Dezember: Mandakhbileg Birvaa[10]

## Gebäude
Die Botschaft der Mongolei befindet sich seit 2014 im Erdgeschoss des Wohn- und Geschäftshauses Hausvogteiplatz 14 in Berlin-Mitte. Das Gebäude wurde 2010–2011 nach Entwürfen des Architekturbüros Nägeliarchitekten errichtet.